# داريوس لودفيغ
داريوس لودفيغ (بالبولندية: Dariusz Ludwig)‏ هو منافس ألعاب قوى بولندي، ولد في 25 فبراير 1955.

## وصلات خارجية
- داريوس لودفيغ على موقع الاتحاد الدولي لألعاب القوى (الإنجليزية)
- داريوس لودفيغ على موقع اللجنة الأولمبية الدولية (الإنجليزية)
- داريوس لودفيغ على موقع أوليمبيديا (الإنجليزية)
- داريوس لودفيغ على موقع اللجنة الأولمبية البولندية (مؤرشف) (البولندية)